# 王德泰
王德泰（1907年5月23日—1936年11月25日），又名王铭山，奉天府盖平县人。东北抗日联军第1路军副总司令兼第2军军长。1936年11月25日，王德泰在与日伪军交战于抚松县与濛江县交界处的小汤河村时牺牲。

## 生平
1907年5月23日，王德泰出生于奉天省盖平县第四区詹家屯村后王家庄（今辽宁省大石桥市博洛铺镇詹家屯村），祖籍山东莱州府，清顺治8年迁至盖平。王德泰家境贫寒，13岁时才就读于詹家屯初级小学堂，三年后由于生活窘迫，只得中途辍学，随后几年四处辗转打工。1925年秋，王德泰结识了一位许姓朝鲜族青年，并从他那学到了朝鲜语，这为日后有力团结东北人民革命军第二军军中朝鲜族官兵打下了基础。

### 从事抗日工作

#### 领导游击队
1929年，王德泰来到延边龙井镇铜佛寺镇金佛村，并在那结识了铜佛寺党支部书记，公开身份是小学教员的中共地下党员程老师，开始接受共产主义的启蒙。1930年春，王德泰担任老头沟农民协会负责人，开始接触到了中共东满区委的地下党员。同年秋，王德泰受反帝同盟组织的派遣前往老头沟煤矿和天宝山银矿，从事工人运动，快速发展出百余名工人参加反帝同盟，并秘密建立起游击队。1931年1月，王德泰在延吉县反帝同盟大会上当选为组织部长。1931年2月，王德泰加入中国共产党，并被委任老头沟煤矿游击队小队长。1931年11月下旬，中共东满特委遭到破坏。中共满洲省委派童长荣任中共东满特委书记，王德泰任改组后的特委委员。1932年夏，中共延吉县委在王隅沟建立延吉县抗日游击大队，王德泰所领导的老头沟煤矿游击队被编入县大队。王德泰先后担任延吉游击大队第四中队长、大队参谋长、大队政委等职，是延吉游击队的主要创始人和领导人之一。1933年春，王德泰在王隅沟北洞村与朝鲜族姑娘林昌淑结婚。

#### 领导东北人民革命军第二军
1934年3月，时任中共东满特委委员、军事部长的王德泰与李相默等人在延吉县三道湾召开了延边四县抗日游击队负责干部会议。会议决定将延吉、和龙、珲春、汪清四县的抗日游击队，合编组建为东北人民革命军第二军独立师，朱镇任军长，王德泰任政委，共下辖四个团。1934年冬，在王隅沟抗日根据地遭到破坏后，王德泰率部集结了1000多人转战到安图车厂子，一下使这里成为东满地区最大的抗日游击根据地之一。
1935年2月至3月，中共东满特委对东北人民革命军第二军独立师进行了整编，任命王德泰为师长，李学忠任政治部主任。1935年5月30日，东北人民革命军第二军正式成立，王德泰任军长，魏拯民任政委，李学忠任政治部主任，刘汉兴任参谋长。下设四个团，一个游击大队、兵力为1200余人。将延吉、和龙、珲春、汪清四县的抗日游击队，合编组建为东北人民革命军第二军独立师，朱镇任军长，王德泰任政委，共下辖四个团。1935年10月，车厂子根据地遭破坏，王德泰率第二军军部与第二团撤离车厂子，转移到安图南部的奶头山，开辟奶头山抗日游击根据地，并多次击退日军围剿，后奶头屯的这座无名山被命名为王德泰山。1936年1月，王德泰率队北上，到达宁安第五军根据地，与东北抗日联军第5军军长周保中进行会晤，并召开了两军党委特别会议，决定共同创建以安图县为中心的长白山抗日游击根据地。
1936年3月，东北人民革命军第二军被改编为东北抗日联军第二军，王德泰任军长，下辖3个师，兵力2000余人。第一师师长安凤学，政委周树东；第二师师长史忠恒，政委王润成；第三师师长金日成，政委曹亚范。会议划定了第二军旗下3个师各自的作战区域：第一师留在安图、敦化、桦甸一带开展游击活动、第二师继续在宁安、穆棱、东宁、汪清一带活动、军部与第三师南下抚松、长白、临江一带，发展长白山抗日游击区。
1936年7月，中共东满与南满党组织及抗联第一、第二军领导人召开“河里会议”。决定将东北抗联第一军与第二军合编为东北抗日联军第一路军，由杨靖宇任总司令，王德泰任副总司令。会议还决定将东满与南满党组织合并，组成中共南满省委，由魏拯民任书记，杨靖宇、王德泰等任委员。
1936年11月25日凌晨，日军从抚松、濛江两县调集600余名骑兵和步兵，将位于小汤河的第二军包围，当时第二军军部只有四师与六师的部分战士200余人。第二军抵挡住日军几波进攻后，乘胜追击，王德泰不幸中弹牺牲。为稳定军心，军部并未及时公布王德泰的死讯，直到1937年军部才向全军公布。

## 评价
- 1937年7月10日，中共驻共产国际代表团成员邓发化名方林，在《救国时报》上发表《谁在国防最前线》一文，称王德泰为创建东北抗日联军的民族英雄之一。[6]
- 1946年3月18日，中共党中央机关报《解放日报》发表胡乔木和田家英联合署名的《东北问题的历史真相》一文中，称王德泰为“永垂不朽的民族英豪”之一。
- 东北抗联二军六师师长金日成听到王德泰牺牲的消息后，悲痛地说：“王德泰同志是优秀的共产主义者、无产阶级国际主义者，是朝中人民反日民族解放斗争的优秀领导者之一。他的勇敢斗争精神，将在中朝人民的心中永垂不朽！”[8]

## 纪念
- 1982年10月25日，浑江市人民政府在王德泰的殉难地，为烈士修建了墓地。[8]
- 1995年9月，吉林省江源县人民政府在江源县所在地的西山，为王德泰修建了烈士陵园，塑立了王德泰将军塑像，中共江源县委编写出版了《抗日名将王德泰》一书。[9]
- 2014年9月1日，王德泰被列入中华人民共和国民政部公布的第一批300名著名抗日英烈和英雄群体名录。[10]